# 葛城国造
葛城国造（かずらきのくにのみやつこ・かずらきこくぞう・かつらぎのくにのみやつこ・かつらぎこくぞう）は葛城国（令制国の大和国南西部）を支配した国造。葛木国造とも言う。

## 概要
『先代旧事本紀』「国造本紀」では葛城国造とある。

### 祖先
『先代旧事本紀』「国造本紀」によれば葛城直の祖である剣根命が神武天皇朝に初代葛城国造に任命されたとある。『新撰姓氏録』によれば剣根命は高皇産霊尊の5世孫、天押立命の4世孫とされる。

### 氏族
葛城（かつらぎうじ、姓は直）。天武天皇12年(683年)に連を、14年に忌寸を下賜された。5世紀に繁栄した葛城氏は武内宿禰の子孫で、姓も臣で別系統だが、婚姻関係によって同系統化している。

## 本拠

### 支配領域
国造の支配領域は当時葛城国と呼ばれた地域で、のちの大和国葛城地方（葛上郡・葛下郡両郡）にあたる。現在の奈良県御所市・大和高田市。

## 氏神
不明。同地域には葛城御県神社・葛城坐一言主神社など延喜の制の名神大社・大社が連立。

## 人物
- 荒田彦（あらたひこ）
古墳時代の人物で、娘の葛比売は皇別葛城氏の葛城襲津彦の母。

## 子孫
- 葛城磐村
古墳時代の人。娘の広子は用明天皇の嬪となった。
- 女（名称不明）
蘇我稲目の妻（蘇我馬子の母）は葛城氏の出身と考えられている。
- 葛城山田瑞子
欽明朝の人。稲目と共に児島郡へ田令として派遣された。
- 葛木直安倍
年代は不明だが、平城宮跡出土木簡に「越前国江沼郡々里葛木直安倍」と名前が見える。